# Riah Abu El-Assal

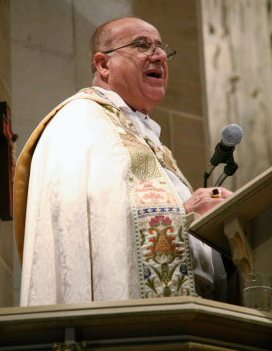
El obispo anglicano de Jerusalén, Riah Hanna Abu El-Assal, en 2006.

Riah Hanna Abu el-Assal (árabe: رياح حنا أبو العسل, Riyāḥ Ḥannā abū 'l-ʿAsal.) (Nazaret, Israel, 6 de noviembre de 1937) es un religioso árabe israelí de origen palestino, que fue el obispo anglicano de Jerusalén desde 1998 hasta 2007.

## Historia
Durante la guerra árabe-israelí, que surgió a raíz de la partición de la región, el padre del obispo Riah huyó con su familia a Líbano. Como resultado, las autoridades israelíes declararon que la familia estaba «ausente» y le confiscaron su propiedad. Riah, de 11 años de edad, decidió escapar del campo de refugiados y regresar a su casa en Nazaret sin su familia «porque creí que ese era mi derecho humano». Durante varios meses caminó cientos de kilómetros a pie con su hermana menor, cruzaron la frontera de manera ilegal con un nombre falso, y vivieron en Nazaret. Casi de la noche a la mañana, Nazaret se había transformado de «un pequeño pueblo durmiente de 10 000 almas que se conocían entre sí, a una ciudad de 60 000 habitantes.
La madre y los hermanos se las arreglaron para regresar a Israel en 1953, y finalmente en 1958, después de 10 años, su padre ganó el caso y ―caso único entre los palestinos― logró que los israelíes le devolvieran su casa.
Abu El-Assal estudió y se graduó de la Escuela Bautista de Nazaret, donde después también enseñó. Durante su tiempo en Nazaret fue vicario de la Iglesia de Cristo. En 1984 fue miembro en Nazaret de la Lista Progresista por la Paz, un partido político de izquierda judío-árabe que, aunque solo existió ocho años (entre 1984 y 1992) rompió muchos tabúes anteriormente sacrosantos e influyó profundamente en la política israelí posterior.
El 6 de enero de 1998, Riah Abu El-Assal se convirtió en el decimotercer obispo anglicano de Jerusalén y cabeza de la Iglesia Episcopal en Jerusalén y el Oriente Medio hasta su jubilación el 31 de marzo de 2007 a la edad de jubilación prescrita de 70 años.
Desde su retiro, Abu El-Assal ha participado en una disputa legal contra su sucesor y contra la Diócesis Episcopal de Jerusalén sobre la propiedad del Bishop Riah Educational Campus (Campus Educacional Obispo Riah), un colegio que él fundó cuando era obispo.
Formó parte de una delegación de líderes cristianos que el 4 de diciembre de 2010 visitaron el monte Carmelo para expresar su solidaridad tras el incendio que provocó la muerte de 42 personas, decenas de heridos y la quema de 4 millones de árboles.

## Ministerio
Abu El-Assal ha viajado ampliamente, colectando apoyo económico para el Bishop Riah Educational Campus y para otros programas de su comunidad, con una visión de paz en la Tierra Santa.
En febrero de 2003, un mes antes de la invasión de Irak, Riah Abu El-Assal le advirtió a Tony Blair (primer ministro británico): «Usted será el responsable de vaciar de cristianos a Irak, la tierra natal de Abraham». Esas palabras resultaron proféticas. Luego de más de 2000 años de convivencia pacífica, los iraquíes cristianos están ahora expuestos a una total extinción. Algunos de sus prelados cristianos incluso aconsejan a los fieles que huyan del país.

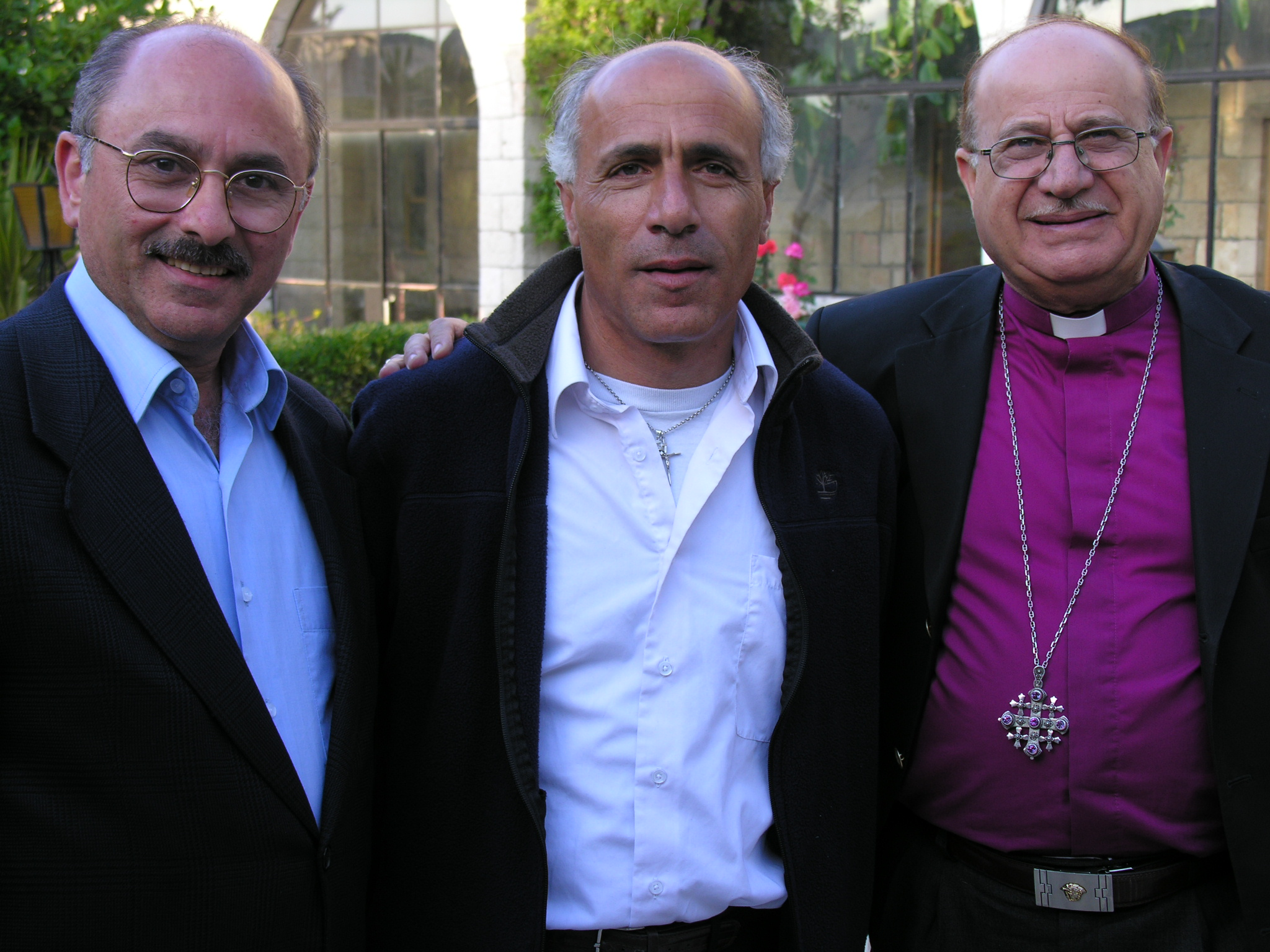
El obispo Riah Abu Assal (a la derecha, con camisa lila) se encuentra el diplomático palestino Ali Kazak y con el técnico israelí Mordejái Vanunu en Jerusalén, en 2005.

En 2004, el obispo Abu-El-Assal apoyó al científico disidente Mordejái Vanunu (que estuvo 18 años preso debido a que en 1986 reveló al diario británico The Sunday Times las fotografías y los datos técnicos que demostraban que Israel poseía un programa de armas nucleares) y lo invitó a vivir en su iglesia.
Abu El-Assal viajó a Australia en 2006, donde asistió al Black Stump Music and Arts Festival (Festival de Música y Arte Negro).

## Familia
Riah Abu El-Assal está casado con una sobrina de Emile Habibi. Su abuelo comenzó el primer servicio de peregrino moderno en 1893 y abrió sucursales en Yafo, Jerusalén, Nazaret y Tiberíades. Su hijo Hanna es actualmente director de la sucursal en Nazaret del Campus Educacional Obispo Riah.